# 上海タイフーン
『土曜ドラマ・上海タイフーン』（どようドラマ・シャンハイタイフーン、中国語によるサブタイトル：上海潮）とは、2008年9月13日から10月18日まで毎週土曜日に、NHK総合テレビジョンとBSハイビジョンで放送されていた日本のテレビドラマ。全6話。主演は木村多江。
2010年4月8日から5月20日まで、毎週木曜日（GWにあたる4月29日は休止）にBSハイビジョンで再放送された。

## あらすじ
野村美鈴は上海でのビジネスに起因するトラブルが原因となって仕事を失い、同時期に恋人も失う辛い経験をしていた。その後の日本での職場探しは30歳代の主人公にとっては困難なものであった。そこで一念発起し、辛い思い出があるものの、高度経済成長によるチャンスを求めて上海にふたたび渡る。しかし、上海での仕事探しや生活は日本で考えていたような甘いものではなかった。そのようななかで先のトラブルの原因となった中国人実業家の男性・曹飛と再会する。そこから芽生える恋と仕事のサクセスストーリー。

## 放送時間
- 総合テレビ 21:00-21:58 （JST）
- BSハイビジョン 18:00-18:58 （JST）

※NHKプロ野球中継のため、時間の繰り下げ（BSハイビジョンでは繰り上げ）や、休止される（総合テレビの場合）こともある。

## 出演者
- 野村美鈴：木村多江
- 曹飛：ピーター・ホー
- 遠野麻里：MEGUMI
- 黄琳：林丹丹
- 趙恵珍：一青妙
- 城山丈一：山寺宏一
- 梶原善
- ボーロン
- シャドウ・リュウ
- 松尾諭
- なすび
- 柳瀬信二：細川茂樹
- 東海林洋：徳井優
- 谷香津代：左時枝
- 野村君江：原日出子[1]
- 三井香：松下由樹[2]
- 野村雅彦：古谷一行

など

## スタッフ
- 作：福田靖
- 音楽：大谷幸
- 演奏：コンセール・レニエ
- 主題歌：mihimaru GT「幸せになろう」
- 上海風俗考証：須藤みか
- 中国語指導：張春祥、郭瑾
- アパレル指導：石河陽一郎、早園真己
- 製作統括：松平保久、若泉久朗
- 演出：笠浦友愛
- 製作：NHKエンタープライズ
- 製作・著作：NHK

ほか

## 放送日程
| 各話                                                     | 放送日 | サブタイトル     | 視聴率 |
| -------------------------------------------------------- | ------ | ---------------- | ------ |
| 第1話                                                    | 9/13   | さよなら日本     | 7.9%   |
| 第2話                                                    | 9/20   | 女ひとりの戦い   | 6.0%   |
| 第3話                                                    | 9/27   | 再チャレンジの街 | 5.8%   |
| 第4話                                                    | 10/4   | 許せない男       | 6.6%   |
| 第5話                                                    | 10/11  | よみがえる女たち | 7.8%   |
| 第6話 （最終回）                                         | 10/18  | ありがとう上海   | 7.9%   |
| 平均視聴率7.0%（視聴率は関東地区・ビデオリサーチ社調べ） |        |                  |        |

## 制作
当初は2007年9月15日から、10月20日の特番（『日本の、これから』を予定）をはさんで10月27日まで全6回放映される予定だったが、主演の木村多江の妊娠が判明し、その後の体調不良を受け、母子の安全を慮って撮影は中断。すでに収録済みの部分が多く代役を立てるのは不可能ということで、2007年8月22日に制作の無期延期が発表された。
これを受けて、当初スタートする予定の9月15日、9月22日、9月29日の3回は国際共同制作ドラマ『スーパーストーム』（3回シリーズ）を振り替え編成。当作品終了後の11月3日から放映される予定の『ジャッジ 〜島の裁判官奮闘記〜』（5回シリーズ）を10月6日からに前倒して放送することになった。
その後、木村の復帰に伴い撮影を再開。2008年6月30日に制作発表の記者会見が行われた。
劇中で美鈴たちが立ち上げたブランド「チェリードラゴン」の衣装には、実在する日本のブランド「ROUROU」の衣装が使われた。